# Lunas-les-Châteaux
Lunas-les-Châteaux [lynas le ʃato] est une commune nouvelle française créée le 1er janvier 2025 dans le département de l'Hérault et la région Occitanie. Elle résulte de la fusion des communes de Lunas et de Dio-et-Valquières.

## Histoire
La commune est créée le 1er janvier 2025 à la suite d'un arrêté préfectoral du 27 décembre 2024 par la fusion des communes de Lunas et de Dio-et-Valquières. Le chef-lieu de la commune nouvelle est fixé à la mairie de l'ancienne commune de Lunas.

## Politique et administration
Jusqu'aux prochaines élections municipales françaises de 2026, le conseil municipal de la commune nouvelle est constitué de l'ensemble des membres en exercice des conseils municipaux des deux communes fondatrices.

### Liste des maires
| Période | Période  | Identité | Étiquette | Qualité |
| ------- | -------- | -------- | --------- | ------- |
| 2025    | En cours |          |           |         |

### Communes déléguées
| Nom               | Code Insee | Intercommunalité | Superficie (km2) | Population (dernière pop. légale) | Densité (hab./km2) |
| ----------------- | ---------- | ---------------- | ---------------- | --------------------------------- | ------------------ |
| Lunas (siège)     | 34144      | CC Grand Orb     | 44,89            | 672 (2022)                        | 15                 |
| Dio-et-Valquières | 34093      | CC Grand Orb     | 18,77            | 150 (2022)                        | 8                  |

## Population et société

### Démographie
L'évolution du nombre d'habitants est connue à travers les recensements de la population effectués dans la commune depuis sa création.

En 2022, la commune comptait 822 habitants.
| 2021 | 2022 |
| ---- | ---- |
| 819  | 822  |

## Culture locale et patrimoine

### Lieux et monuments
- Église Saint-Pancrace

### Personnalités liées à la commune
Aurélien Manenc, Jérôme Arnavielhe 

## Webcam de Dio et Valquières
La webcam de Dio et Valquières offre une vue en direct de la région Occitanie en France. Elle est située à une altitude de 432 mètres et permet de suivre les conditions météorologiques locales, telles que la température et la vitesse du vent. Cette webcam est accessible en ligne et permet aux visiteurs de découvrir le paysage en temps réel. Vous pouvez la consulter sur des sites comme Touristwebcams ou Vision-Environnement pour obtenir des informations météorologiques actuelles et des images en direct de la région .
https://www.windy.com/webcams/1674059138?2025022616,43.666,3.214,5[Windy live webcam]